# Cantón de Curridabat
Cantón de Curridabat är en kanton i Costa Rica.   Den ligger i provinsen San José, i den centrala delen av landet, 6 km öster om huvudstaden San José.